# Thuisbatterij
Een thuisbatterij, ook wel thuisaccu genoemd, is een grote oplaadbare batterij bedoeld voor huishoudelijk gebruik. Meestal wordt de batterij opgeladen met stroom van zonnepanelen. Soms wordt de batterij ook opgeladen met goedkope stroom van het elektriciteitsnet. De batterij geeft dan stroom aan het huis, of levert stroom terug aan het elektriciteitsnet op uren dat de stroom veel oplevert.

## Voordelen
- Verminderde afhankelijkheid van de energieleverancier. Door het zelf opslaan van een tijdelijke eigen overproductie kan er meer gebruik worden gemaakt van de zelf opgewekte elektriciteit. Deze hoeft dan niet verkocht te worden aan de leverancier en dan op een later moment - mogelijk met verlies - teruggekocht te worden.
- Zekerheid bij een stroomuitval. Een thuisbatterij kan gebruikt worden als back-up bij het stilvallen van het elektriciteitsnet. Een slimme thuisaccu kan bij stroomuitval tijdelijk de stroomvoorziening van het elektriciteitsnet overnemen. Hiervoor moeten wel extra voorzieningen getroffen worden, zoals het loskoppelen van het huis van de stroomaansluiting.

## Nadelen
- Extra investering (dus de terugverdientijd wordt bijvoorbeeld langer).
- Extra energieverlies door opslag en omzetting.
- Men moet voor zomer-winteropslag over wel heel veel batterijen beschikken. Bij een gemiddeld jaarverbruik van 2500 kWh zou je voor de wintermaanden (ongeveer vier maanden) al snel rond de 800 kWh aan opslag nodig hebben, rekening houdend met verminderde zonneproductie en mogelijk hoger verbruik.
- Kans op brand bij een onjuiste installatie.[bron?]

## Soorten stroomopslag
- Stroomopslag voor handel op de onbalansmarkt. Aangezien particulieren niet handelen op de onbalansmarkt wordt hiertoe de regie overgedragen aan een energieleverancier.
- Stroomopslag en (terug)levering met een dynamisch energiecontract.
- Opslag van zelf opgewekte stroom voor eigen verbruik.

## Soorten thuisbatterijen
Anno 2024 zijn er drie soorten thuisbatterijen voor de opslag van zelf opgewekte elektriciteit:
- Loodzuurbatterijen. Het goedkoopste type maar tevens het zwaarste met het grootste volume. Wordt vooral gebruikt in bedrijfsomgevingen.
- Lithium-ionbatterijen. De techniek achter de accu's van elektrische auto's. Deze batterijen hebben een hoge energiedichtheid en zijn relatief licht van gewicht. De technologie is door de grote energie-inhoud wel kwetsbaarder en gevoeliger voor brand op het moment dat er schade ontstaat.
- Zoutwaterbatterijen. Dit is een veilige, onderhoudsarme en milieuvriendelijke vorm van energieopslag. Nadeel is wel dat ze een lage energiedichtheid hebben waardoor ze behoorlijk meer ruimte vragen en relatief duurder zijn door de omvang die nodig is voor een rendabele werking.

## Alternatieven
- Buurtbatterij(en) kunnen dezelfde soort batterijen zijn als thuisbatterijen. Ze kunnen dan ook overtollige zonnestroom in de wijk opslaan, maar ook op bepaalde momenten goedkope stroom uit het net. Omdat ze groter zijn kunnen ze per kWh-opslag goedkoper zijn. In tegenstelling tot thuisbatterijen kan bij buurtbatterijen wel energiebelasting worden geheven op de opgeslagen en teruggeleverde elektriciteit, afhankelijk van de nationale regelgeving.
- Vehicle-to-grid (V2G). Hierbij kan de accu van een elektrische auto stroom terugleveren.

Er zijn diverse bedrijven die thuisbatterijen leveren. Sommige hebben een ingebouwde omvormer. In België kunnen eigenaren van zonnepanelen sinds 2021 een subsidie krijgen die het investeringsverlies compenseert dat is ontstaan door het stopzetten van het systeem met de terugdraaiende teller.

## Thuisbatterij met stekker
Een thuisbatterij met stekker of ook wel stekkerbatterij of plug-and-play-thuisbatterij is een batterij die je gewoon in het stopcontact kan steken. Er is dus geen installateur nodig. De batterij laadt op met zonne-energie en levert 's nachts energie voor gebruik in huis.
Thuisbatterijen met stekker zullen pas vanaf mei 2025 toegelaten worden in België.